# Jean-Marie Lehn
Jean-Marie Lehn (Rosheim, 30 de Setembro de 1939) é um químico francês. Ele recebeu o Prêmio Nobel de Química junto com Donald Cram e Charles Pedersen em 1987. Lehn foi um dos primeiros inovadores no campo da química supramolecular, ou seja, a química dos conjuntos moleculares hospedeiro-hóspede criados por interações intermoleculares, e continua a inovar neste campo. Em janeiro de 2006, seu grupo publicou 790 artigos revisados por pares na literatura química.

## Biografia

### Primeiros anos
Lehn nasceu em Rosheim, Alsácia, França, filho de Pierre e Marie Lehn. Ele é descendente de alemães da Alsácia. Seu pai era padeiro, mas por causa de seu interesse pela música, ele mais tarde se tornou o organista da cidade. Lehn também estudou música, dizendo que se tornou seu principal interesse depois da ciência. Ele continuou a tocar órgão ao longo de sua carreira profissional como cientista. Seus estudos de segundo grau em Obernai, de 1950 a 1957, incluíram latim, grego, alemão e inglês, literatura francesa, e mais tarde ele se tornou muito interessado em filosofia e ciência, especialmente química. Em julho de 1957, ele obteve o bacharelado em filosofia, e em setembro do mesmo ano, o bacharelado em Ciências Naturais.
Na Universidade de Estrasburgo, embora pensasse em estudar filosofia, acabou fazendo cursos de ciências físicas, químicas e naturais, assistindo às palestras de Guy Ourisson e percebendo que queria seguir uma carreira de pesquisador em química orgânica. Ele se juntou ao laboratório de Ourisson, trabalhando seu caminho para o doutorado. Lá, ele foi responsável pelo primeiro espectrômetro de RMN do laboratório e publicou seu primeiro artigo científico, que apontou uma regra de aditividade para mudanças induzidas por substituintes de sinais de RMN de prótons em derivados de esteróides. Ele obteve seu Ph.D. e foi trabalhar por um ano no laboratório de Robert Burns Woodward na Universidade de Harvard, trabalhando entre outras coisas na síntese de vitamina B12.

## Carreira
Em 1966, foi nomeado maître de conférences (professor assistente) no Departamento de Química da Universidade de Estrasburgo. Sua pesquisa se concentrou nas propriedades físicas das moléculas, sintetizando compostos projetados especificamente para exibir uma determinada propriedade, a fim de entender melhor como essa propriedade se relacionava com a estrutura.
Em 1968, ele conseguiu a síntese de moléculas em forma de gaiola, constituídas por uma cavidade dentro da qual outra molécula poderia se alojar. A química orgânica permitiu-lhe criar gaiolas com a forma desejada, permitindo apenas que um determinado tipo de molécula se alojasse na gaiola. Essa foi a premissa para todo um novo campo da química, os sensores. Esses mecanismos também desempenham um grande papel na biologia molecular.
Essas criptas, como Lehn as apelidou, tornaram-se seu principal centro de interesse e levaram à sua definição de um novo tipo de química, "química supramolecular", que em vez de estudar as ligações dentro de uma molécula, olha para as atrações intermoleculares e o que seria ser chamados mais tarde de "objetos frágeis", como micelas, polímeros ou argilas.
Em 1980, foi eleito professor no prestigioso Collège de France e, em 1987, recebeu o Prêmio Nobel, ao lado de Donald Cram e Charles Pedersen por seus trabalhos sobre criptas.
Atualmente é membro do Reliance Innovation Council, formado pela Reliance Industries Limited, Índia.

## Livros
- Lehn, Jean-Marie (abril de 1995). Supramolecular Chemistry. Weinheim: Wiley-VCH. ISBN 978-3-527-29311-7

## Reconhecimento
Lehn ganhou vários prêmios e homenagens, incluindo:
- Cavaleiro da Ordre National du Mérite (1976)
- Medalha de ouro do CNRS (1981)
- Cavaleiro da Légion d'Honneur (1983)
- Prêmio Humboldt (1983)
- Eleito um membro estrangeiro da Academia Real de Artes e Ciências da Holanda (1983)
- Prêmio Nobel de Química (1987)
- Oficial da Légion d'Honneur (1988)
- Cavaleiro da Ordre des Palmes Académiques (1989)
- Pour le Mérite (1990)
- Oficial da Ordre National du Mérite (1993)
- Eleito um membro estrangeiro da Royal Society (ForMemRS) em 1993
- Comandante da Légion d'Honneur (1996)
- A Medalha Davy da Royal Society (1997)
- Cruz de Honra da Áustria para Ciência e Arte, 1ª classe (2001)
- Grande Oficial da Ordem do Mérito Cultural da Romênia (2004)
- Prêmio Gutenberg Lecture (2006)
- ISA Medal for Science (2006)
- Cruz da Ordem do Mérito do Cavaleiro Comandante da República Federal da Alemanha (2009)
- Grande oficial da Légion d'Ho